# Frederick Vernon Coville
Frederick Vernon Coville (Preston (Nova Iorque), 23 de março de 1867 — Washington D.C., 9 de janeiro de 1937) foi um botânico norte-americano.